# Luca Marziali
Luca Marziali (Fermo, 15 aprile 1991) è un pallanuotista italiano, centroboa della Pallanuoto Trieste.

## Carriera
Cresce nell'Idor Fermo, squadra della sua città, prima di trasferirsi alla Vela Ancona all'età di 14 anni. Nelle Marche prosegue la sua crescita personale, fino al passaggio alla Rari Nantes Sori nel 2008, con cui esordisce in Serie A1 e conquista la Coppa Comen. Dopo due stagioni con la calottina granata passa al Nervi, prima di trasferirsi al Bogliasco in occasione della stagione 2013-14. L'anno dopo firma per l'Acquachiara (con cui disputa la finale di Coppa LEN), in un'operazione di mercato che prevede il passaggio in Campania anche del compagno di squadra Giacomo Lanzoni. Nel 2021 con la Telimar Palermo è finalista della LEN Eurocup.

## Palmarès

### Club
- Campionato tedesco: 1

Spandau: 2023

### Nazionale
- Mondiali:

Budapest 2022: 
Doha 2024: 
- Europei

Zagabria-Dubrovnik 2024: 
- Coppa del Mondo

Los Angeles 2023: 
- World League

Strasburgo 2022: 